# هارولد جی. کونیگ
هارولد جی. کونیگ، (به انگلیسی: Harold G. Koenig) یک روانپزشک در دانشگاه دوک می‌باشد. عقاید وی دربارهٔ اهمیت دین، معنویت و سلامت در نیوزویک و رساناهای دیگر منعکس شده‌است.
وی با پژوهش‌های در طی سال‌های بسیار در روانپزشکی و نیز بهره‌گیری از مطالعات پژوهشی در دانشگاه و یافته‌های محققان دیگر در نواحی مختلف آمریکا، به یک نتیجه‌ای در زمینه ارتباط مثبت دین با سلامت جسم و روان رسیده‌است.

وی می‌گوید من نخست به عنوان یک پزشک خانواده و سپس به عنوان یک روانپزشک، با این پرسش درگیر شدم و طی بیست سال گذشته به سخنان بسیاری از بیماران که دربارهٔ تندرستی، رنجها خودشان گفتگو می‌کردند، گوش دادم. در پی دانستن آن بودم که آیا دین نقشی در سلامت آنان دارد یا نه.